# Exene Cervenka
Exene Cervenka, właśc. Christine Cervenka (ur. 1 lutego 1956) – amerykańska wokalistka i aktorka. W 1977 spotkała muzyka Johna Doe i razem utworzyli punkrockowy zespół X. Ich debiutancka płyta Los Angeles wyszła w 1980 roku i przez następnych sześć lat wydali pięć dobrze przyjętych na rynku albumów. W 1982 Exene opublikowała pierwszą ze swoich czterech książek, Adulterer's Anonymous napisaną razem z Lydią Lunch. W 1986 roku spotkała Viggo Mortensena, z którym w następnym roku wzięła ślub. W 1988 Exene urodziła syna Henry’ego Mortensena. Viggo i Exene rozstali się w 1992 i rozwiedli w 1997. Obecnie Cervenka kontynuuje muzyczną karierę z X, występuje także jako solistka i udziela się w zespołach takich jak Knitters, Auntie Christ i Original Sinners.
Od 2006 roku mieszka z drugim mężem Jasonem Edgem w Missouri.
Występuje też czasem jako Christine Cervenka, Exene Cervenkova i Christine Edge (po drugim mężu).

## Dyskografia
X:
Single:
- We're Desperate, (Dangerhouse 1978)
- White Girl, (Slash Records 1980)
- Blue Spark, (Elektra Records 1982)
- Breathless, (Elektra Records 1983)
- True Love Part II, (Elektra Records 1983)
- Burning House of Love, (Elektra Records 1985)
- Country at War, (Big Life 1993)

Albumy:
- Los Angeles, (Slash Records 1980)
- Wild Gift, (Slash Records 1981)
- Under the Big Black Sun, (Elektra Records 1982)
- More Fun in the New World, (Elektra Records 1983)
- Ain’t Love Grand!, (Elektra Records 1985)
- See How We Are, (Elektra Records 1987)
- Live at the Whisky a Go-Go, (Elektra Records 1988)
- Hey Zeus!, (Mercury Records 1993)
- Unclogged, (Infidelity Records 1995)

The Knitters:
- Poor Little Critter on the Road, (Slash Records 1985)
- The Modern Sounds of the Knitters, (Rounder 2005)

Exene Cervenka:
- Old Wives' Tales, (Rhino Records 1989)
- Running Sacred, (Rhino Records 1990)

Auntie Christ:
- Life Could Be a Dream (Lookout Records 1997)

Original Sinners:
- Orignial Sinners (Nitro Records 2002)

## Filmografia
- Urgh! A Music War (1981)
- The Decline of Western Civilization, (1981)
- The Twilight Zone, (1985–1989)
- X: The Unheard Music (1986)
- Salvation! (1987)
- Floundering, (1994)
- Mayor of the Sunset Strip, (2003)
- Prey for Rock & Roll, (2003)